# Ehretia psilosiphon
Ehretia psilosiphon är en strävbladig växtart som beskrevs av Robert Reid Mill. Ehretia psilosiphon ingår i släktet Ehretia och familjen strävbladiga växter. Inga underarter finns listade i Catalogue of Life.